# Spondylometaphysäre Dysplasie Typ Koslowski
Die Spondylometaphysäre Dysplasie Typ Koslowski (englisch „Kozlowski“ geschrieben) ist eine sehr seltene angeborene Entwicklungsstörung des Skelettes hauptsächlich mit Veränderungen an den Wirbelkörpern und Metaphysen. Es handelt sich um die häufigste Form der Spondylometaphysären Dysplasie.
Synonyme sind: Koslowski-Maroteaux-Spranger Syndrom; englisch Kozlowski's spondylometaphyseal dysplasia syndrome; Koslowsky's type of chondrodysplasia

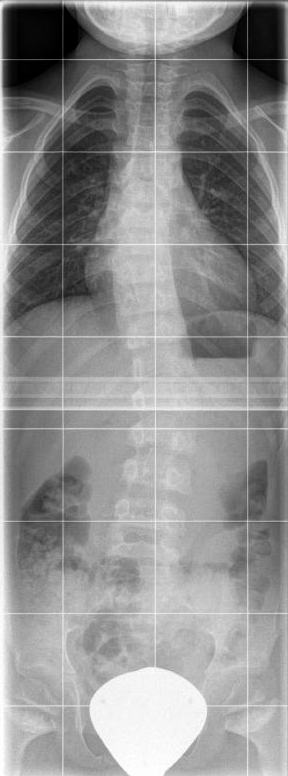
Rö-Aufnahme eines 7 j. Mädchens mit Spondylometaphysärer Dysplasie Typ Koslowski mit deformierten Femurmetaphysen und mäßiger Platyspondylie

Die Bezeichnung bezieht sich auf die Autoren des Erstbeschriebes aus dem Jahre 1966 durch den polnischen Kinderradiologen Kazimierz Koslowski, den Pariser Kinderarzt und Genetiker Pierre Maroteaux und den Mainzer Kinderarzt Jürgen Spranger.

## Verbreitung
Die Häufigkeit wird mit unter 1 zu 1.000.000 angegeben, die Vererbung erfolgt autosomal-dominant.

## Ursache
Der Erkrankung liegen Mutationen im TRPV4-Gen zugrunde.
Mutationen in diesem Gen finden sich auch bei weiteren, bei der Parastremmatischen Dysplasie aufgeführten Erkrankungen.

## Klinische Erscheinungen
Klinische Kriterien sind:
- Disproportionierter Kleinwuchs mit kurzem Rumpf, die Erwachsenengrösse liegt unter 140 cm
- Im Kleinkindesalter auffallendes watschelndes Gangbild
- Kyphose und Skoliose

## Diagnose
Im Röntgenbild findet sich eine generalisierte Platyspondylie, die verkürzten Röhrenknochen weisen eine Deformierung der Metaphyse hauptsächlich am Schenkelhals und der Trochanteren auf, häufig besteht eine Coxa vara.